# فخر بیابان
فخر بیابان (نام علمی: Eremophila mackinlayi) نام یک گونه از سرده بیابان‌رست است.